# Esquí fuera de pista

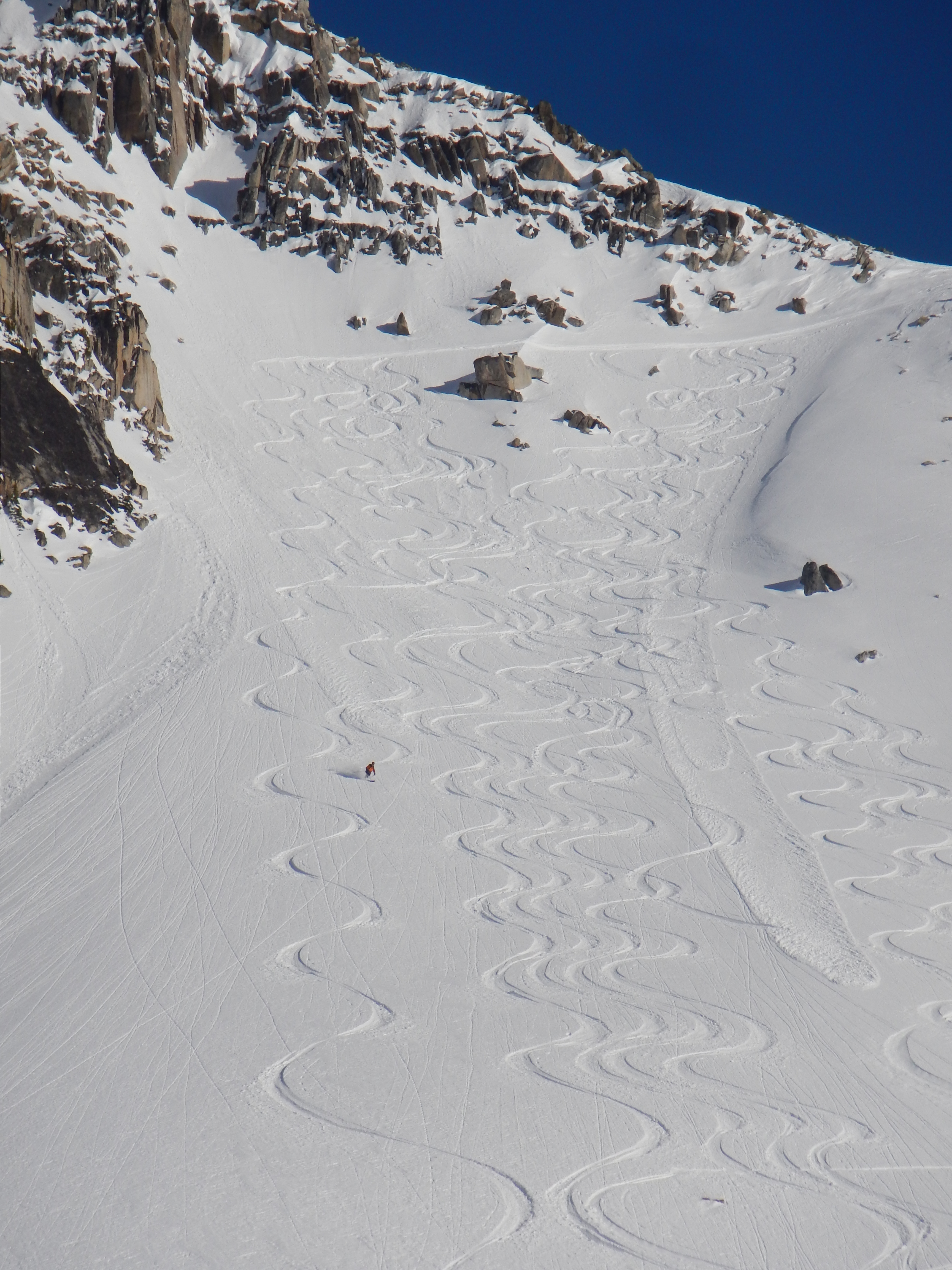
Huellas de esquí fuera de pista en "Battle Range" en las Montañas Rocosas canadienses.

El esquí fuera de pista es la práctica del Esquí en áreas fuera de los límites de las pistas delimitados en un centro de esquí. Esto contrasta con esquí alpino el cual es típicamente hecho siguiendo balizas delimitadas en una pista de un centro de esquí. A diferencia del esquí convencional, el esquí fuera de pista puede incluir el uso de otros medios de elevación tales como helicópteros. Las mejoras recientes en equipamiento han aumentado la popularidad del deporte.

## Terminología

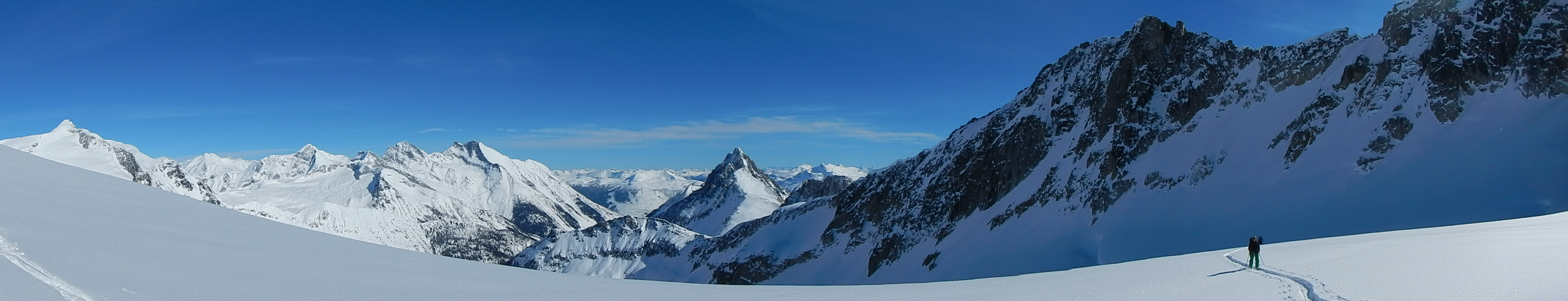
Esquiadores fuera de pista antes de descender en Birtish Columbia.

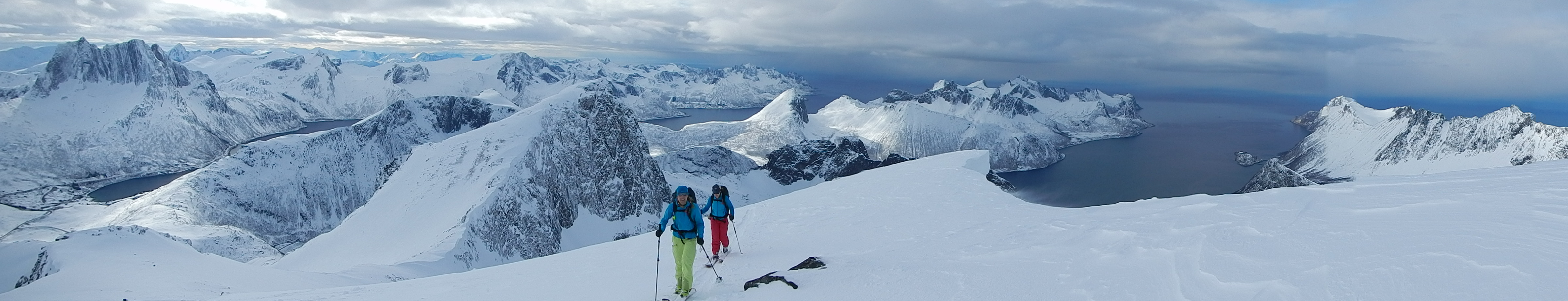
Esquiadores fuera de pista antes de descender en Noruega

El término "fuera de pista" refiere a donde está siendo practicado el esquí, mientras que términos tales como esquí de travesía, montañismo de esquí, telemark, y esquí extremo sirven para describir que tipo de esquí se está realizando. Se definen los siguientes términos relacionados con el esquí fuera de pista:
- Frontcountry: Esquí fuera de pista donde los medios de elevación y los servicios de emergencia son de fácil acceso.
- Slackcountry: El terreno es externo al centro de esquí, pero puede ser accedido a través de los medios de elevación o a través de un automóvil.
- Sidecountry: El terreno se encuentra fuera del centro de esquí, y aunque es accesible a través de los medios de elevación del centro de esquí, típicamente se requiere escalar o caminar por áreas fuera de pista para poder regresar al centro de esquí.
- Backcountry: Hace referencia al esquí en áreas no próximas a un centro de esquí (normalmente áreas remotas).

## Seguridad

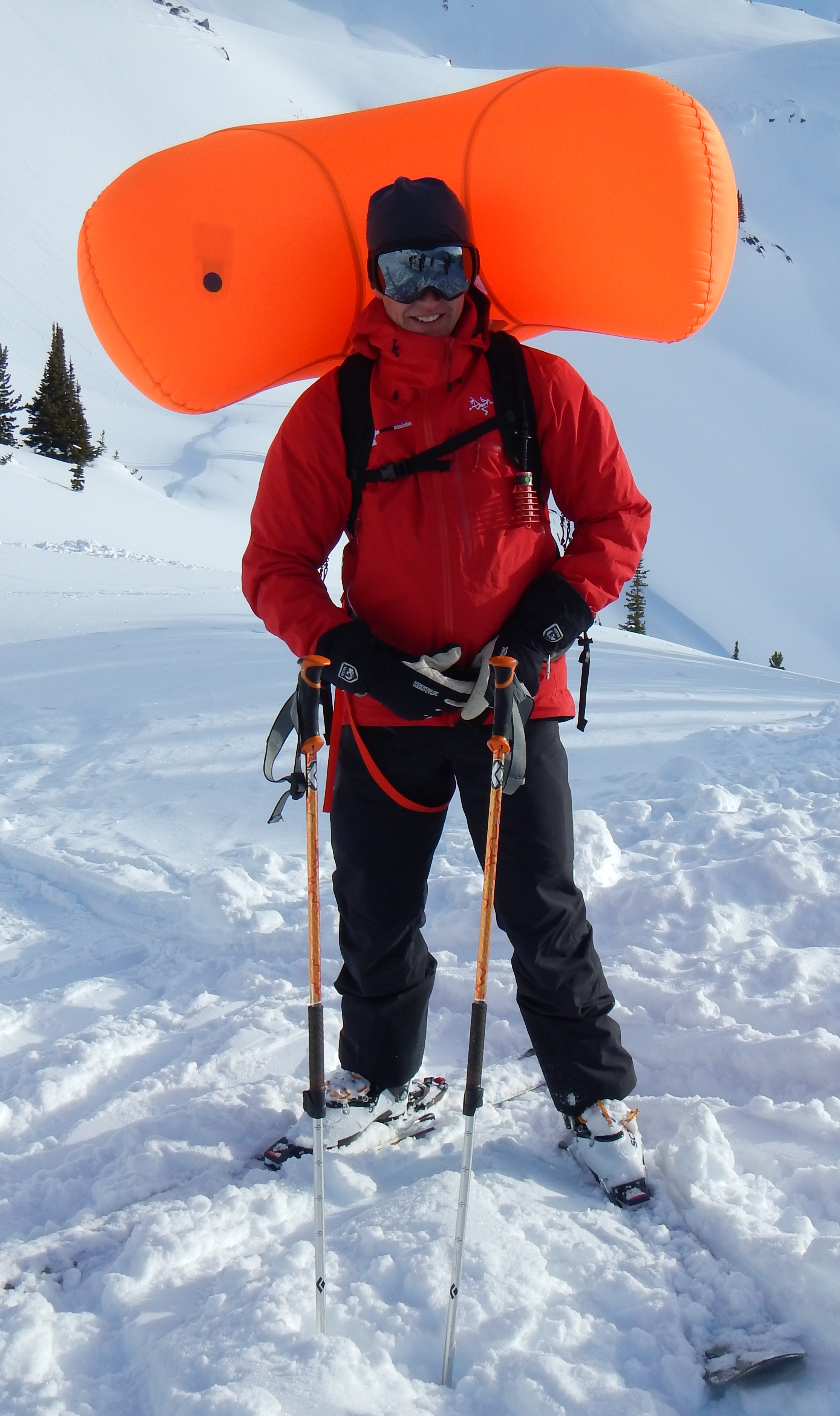
Un airbag desplegado.

El esquí fuera de pista puede ser peligroso debido a alud o avalancha, agotamiento, clima, acantilados, caída de piedras, y presencia de árboles enterrados bajo la nieve honda. Los aludes o avalanchas provocan aproximadamente una víctima fatal por mes en los Estados Unidos.
En Europa y Canadá el esquí fuera de pista está generalmente permitido en los centros de esquí. En los Estados Unidos no está siempre permitido; las regulaciones varían dependiendo del área esquiable. Muchos centros de esquí lo prohíben francamente y algunos sencillamente avisan por medio de un cartel que los esquiadores están dejando el área patrullada conformada por las pistas de esquí.